# Bayer 04 Leverkusen Fußball 1999-2000
(Michael Ballack, intervistato a caldo dopo la clamorosa ultima partita del campionato)
Questa voce raccoglie le informazioni riguardanti il Bayer 04 Leverkusen Fußball nelle competizioni ufficiali della stagione 1999-2000.

## Stagione
Nella stagione 1999-2000, il Bayer Leverkusen partecipò a 4 competizioni. Venne eliminato nella fase a gironi di Champions League, nei Sedicesimi di finale di Coppa Uefa per mano dell'Udinese e nel Terzo turno di Coppa di Germania.
Imprevedibile e dall'epilogo clamoroso fu il cammino delle aspirine in Bundesliga. Dopo un ottimo finale di stagione, il Bayer si presentò all'ultima giornata con tre punti di vantaggio sul Bayern Monaco secondo in classifica: per vincere il suo primo Scudetto della storia, sarebbe bastato un pareggio sul campo del modesto Unterhaching. Nessuno aveva dubbi sul buon esito della trasferta, anche perché i padroni di casa erano matematicamente salvi e ormai tagliati fuori della corsa UEFA: il trionfo sembra così scontato che il piatto originale viene mandato a Unterhaching insieme al presidente della Federazione che lo deve consegnare ai vincitori.
Invece la Werkself, forse impaurita, gioca una partita contratta e perde incredibilmente per 2-0 (la prima marcatura è un clamoroso autogol del gioiellino del centrocampo Michael Ballack, che svirgola alle spalle del proprio portiere un innocuo cross dei rivali). I bavaresi sconfiggono invece 3-1 il Werder Brema e ottengono il titolo nazionale grazie alla migliore differenza reti (+45 contro +38).
Al termine della stagione, i seguenti giocatori vennero convocati per gli Europei di calcio 2000: Jens Nowotny, Ulf Kirsten, Paulo Rink, Michael Ballack e Carsten Ramelow tutti per la Germania.

## Maglie e sponsor
Lo sponsor che compare sulle maglie della società è Aspirin, prodotto della casa farmaceutica Bayer proprietaria del team.
Lo sponsor tecnico è il marchio Tedesco Adidas.
| Casa Maglia | Casa Alternativa | Trasferta Maglia | Trasferta Alternativa | Terza divisa |

## Rosa
| N. |                     | Ruolo | Calciatore      |
| -- | ------------------- | ----- | --------------- |
| 1  | Polonia (bandiera)  | P     | Adam Matysek    |
| 2  | Croazia (bandiera)  | D     | Robert Kovač    |
| 3  | Croazia (bandiera)  | C     | Marko Babić     |
| 4  | Germania (bandiera) | C     | Jörg Reeb       |
| 5  | Germania (bandiera) | D     | Jens Nowotny    |
| 6  | Croazia (bandiera)  | D     | Boris Živković  |
| 7  | Brasile (bandiera)  | C     | Robson Ponte    |
| 8  | Brasile (bandiera)  | C     | Zé Roberto      |
| 9  | Germania (bandiera) | A     | Ulf Kirsten     |
| 10 | Brasile (bandiera)  | C     | Emerson         |
| 11 | Germania (bandiera) | A     | Paulo Rink      |
| 12 | Germania (bandiera) | A     | Thomas Brdarić  |
| 13 | Germania (bandiera) | C     | Michael Ballack |
| 14 | Germania (bandiera) | D     | Torben Hoffmann |

| N. |                        | Ruolo | Calciatore       |
| -- | ---------------------- | ----- | ---------------- |
| 16 | Polonia (bandiera)     | A     | Mirosław Spizak  |
| 18 | Stati Uniti (bandiera) | C     | Frankie Hejduk   |
| 19 | Slovacchia (bandiera)  | C     | Vratislav Greško |
| 20 | Australia (bandiera)   | P     | Frank Juric      |
| 21 | Croazia (bandiera)     | C     | Zoran Mamić      |
| 22 | Germania (bandiera)    | C     | Stefan Beinlich  |
| 24 | Iran (bandiera)        | C     | Dariush Yazdani  |
| 25 | Germania (bandiera)    | C     | Bernd Schneider  |
| 26 | Stati Uniti (bandiera) | C     | Landon Donovan   |
| 27 | Germania (bandiera)    | A     | Oliver Neuville  |
| 28 | Germania (bandiera)    | C     | Carsten Ramelow  |
| 30 | Germania (bandiera)    | A     | Markus Daun      |
| 31 | Germania (bandiera)    | P     | Rüdiger Vollborn |
| 39 | Croazia (bandiera)     | C     | Jurica Vranješ   |

## Organigramma societario
Area tecnica
- Allenatore: Christoph Daum
- Allenatore in seconda: Peter Hermann, Roland Koch
- Preparatore dei portieri: Werner Friese
- Preparatori atletici:

## Calciomercato

### Sessione estiva
| Acquisti | Acquisti         | Acquisti              | Acquisti |
| R.       | Nome             | da                    | Modalità |
| -------- | ---------------- | --------------------- | -------- |
| C        | Michael Ballack  | Kaiserslautern        |          |
| A        | Thomas Brdarić   | Fortuna Colonia       |          |
| C        | Vratislav Greško | Inter Bratislava      |          |
| D        | Torben Hoffmann  | Friburgo              |          |
| P        | Frank Juric      | Fortuna Düsseldorf    |          |
| A        | Oliver Neuville  | Hansa Rostock         |          |
| C        | Robson Ponte     | Guarani               |          |
| C        | Bernd Schneider  | Eintracht Francoforte |          |
| A        | Mirosław Spizak  | Uerdingen 05          |          |

| Cessioni | Cessioni            | Cessioni            | Cessioni |
| R.       | Nome                | a                   | Modalità |
| -------- | ------------------- | ------------------- | -------- |
| D        | Jan Heintze         | PSV                 |          |
| C        | Niko Kovač          | Amburgo             |          |
| C        | Adam Ledwoń         | Fortuna Colonia     |          |
| C        | Hans-Peter Lehnhoff | Bayer Leverkusen II |          |
| A        | Erik Meijer         | Liverpool           |          |
| D        | Aaron Mokoena       | Ajax                |          |
| C        | Mehdi Pashazadeh    | Fortuna Colonia     |          |
| A        | Paulo Rink          | Santos              |          |
| P        | Rüdiger Vollborn    | Bayer Leverkusen II |          |
| C        | Andreas Voss        | Duisburg            |          |

### Sessione invernale
| Acquisti | Acquisti       | Acquisti | Acquisti |
| R.       | Nome           | da       | Modalità |
| -------- | -------------- | -------- | -------- |
| C        | Marko Babić    | Osijek   |          |
| C        | Jurica Vranješ | Osijek   |          |

| Cessioni | Cessioni             | Cessioni              | Cessioni |
| R.       | Nome                 | a                     | Modalità |
| -------- | -------------------- | --------------------- | -------- |
| P        | Dirk Heinen          | Eintracht Francoforte |          |
| A        | Thomas Reichenberger | Eintracht Francoforte |          |
| D        | Markus Happe         | Schalke 04            |          |

## Risultati

### Bundesliga

#### Girone di andata
| Duisburg 13 agosto 1999, ore 20:00 CEST 1ª giornata | Duisburg | 0 – 0 referto | Bayer Leverkusen | Wedaustadion (20 307 spett.)\| Arbitro: \| Wack \| |
| Arbitro:                                            | Wack     |               |                  |                                                    |

| Arbitro: | Berg |

|                          |           |  |
| Kirsten 79’ Neuville 85’ | Marcatori |  |

| Arbitro: | Heynemann |

|           |           |                        |
| Soldo 26’ | Marcatori | 44’ Ponte 77’ Beinlich |

| Arbitro: | Fleischer |

|                                            |           |                            |
| Neuville 64’ Reichenberger 68’ Brdarić 76’ | Marcatori | 36’ Sand 80’ (aut.) Greško |

| Berlino 18 settembre 1999, ore 15:30 CEST 5ª giornata | Hertha Berlino | 0 – 0 referto | Bayer Leverkusen | Stadio Olimpico (40 000 spett.)\| Arbitro: \| Stark \| |
| Arbitro:                                              | Stark          |               |                  |                                                        |

| Arbitro: | Kemmling |

|                              |           |                       |
| Brdarić 60’ Kirsten 82’, 85’ | Marcatori | 27’ (rig.) Schjønberg |

| Arbitro: | Krug |

|                                          |           |              |
| Akpoborie 35’ Sebescen 47’ Juskowiak 55’ | Marcatori | 81’ Beinlich |

| Arbitro: | Wagner |

|                                         |           |             |
| Živković 12’ Kirsten 14’, 18’ Ponte 67’ | Marcatori | 90’ Stadler |

| Friburgo in Brisgovia 23 ottobre 1999, ore 15:30 CEST 9ª giornata | Friburgo | 0 – 0 referto | Bayer Leverkusen | Dreisamstadion (25 000 spett.)\| Arbitro: \| Albrecht \| |
| Arbitro:                                                          | Albrecht |               |                  |                                                          |

| Arbitro: | Koop |

|                    |           |             |
| Kirsten 61’ (rig.) | Marcatori | 90’ Winkler |

| Arbitro: | Wack |

|          |           |             |
| Addo 43’ | Marcatori | 33’ Kirsten |

| Arbitro: | Buchhart |

|             |           |              |
| Emerson 36’ | Marcatori | 19’ Baumgart |

| Arbitro: | Keßler |

|                   |           |                            |
| Weissenberger 58’ | Marcatori | 40’ Brdarić 62’ Zé Roberto |

| Arbitro: | Berg |

|                                            |           |                        |
| Živković 5’ Kirsten 47’ (rig.) Emerson 66’ | Marcatori | 20’ Pizarro 54’ Ailton |

| Arbitro: | Heynemann |

|                   |           |                                     |
| Beinlich 34’, 49’ | Marcatori | 32’ (rig.) Kovač 54’ (aut.) Nowotny |

| Arbitro: | Fleischer |

|              |           |                   |
| Fjørtoft 20’ | Marcatori | 47’, 87’ Beinlich |

| Arbitro: | Strampe |

|                  |           |                |
| Brdarić 69’, 71’ | Marcatori | 61’ Zimmermann |

#### Girone di ritorno
| Arbitro: | Krug |

|                                |           |  |
| Schneider 3’ Beinlich 37’, 58’ | Marcatori |  |

| Arbitro: | Merk |

|                                                         |           |             |
| Hoffmann 2’ (aut.) Effenberg 45’ Scholl 56’ Zickler 90’ | Marcatori | 65’ Ballack |

| Arbitro: | Fröhlich |

|          |           |  |
| Rink 69’ | Marcatori |  |

| Arbitro: | Fandel |

|            |           |          |
| Mpenza 16’ | Marcatori | 29’ Rink |

| Arbitro: | Steinborn |

|                                     |           |           |
| Kirsten 13’ Zé Roberto 24’ Rink 28’ | Marcatori | 9’ Rehmer |

| Arbitro: | Heynemann |

|            |           |                                      |
| Basler 21’ | Marcatori | 36’ Zé Roberto 38’ Kirsten 58’ Kovač |

| Arbitro: | Wack |

|                                            |           |               |
| Kirsten 23’, 51’ Živković 73’ Beinlich 90’ | Marcatori | 62’ Juskowiak |

| Arbitro: | Krug |

|             |           |                                                                                                  |
| Leandro 90’ | Marcatori | 10’, 39’ Emerson 14’ Rink 19’ Kirsten 68’ Neuville 74’, 81’ Zé Roberto 75’ Ballack 85’ Schneider |

| Arbitro: | Meyer |

|             |           |                 |
| Emerson 53’ | Marcatori | 3’ K'obiashvili |

| Arbitro: | Wagner |

|             |           |                      |
| Schroth 55’ | Marcatori | 46’ Rink 52’ Kirsten |

| Arbitro: | Strampe |

|                           |           |          |
| Rink 41’, 84’ Brdarić 90’ | Marcatori | 2’ Reina |

| Arbitro: | Merk |

|                 |           |               |
| Breitkreutz 44’ | Marcatori | 66’ Schneider |

| Arbitro: | Jansen |

|                                                      |           |                    |
| Beinlich 11’ Kirsten 22’ Ballack 38’ Rink 51’ (rig.) | Marcatori | 65’ (rig.) Meißner |

| Arbitro: | Krug |

|           |           |                                     |
| Flock 86’ | Marcatori | 29’ Kirsten 35’ Rink 41’ Zé Roberto |

| Arbitro: | Wagner |

|  |           |                            |
|  | Marcatori | 19’ Zé Roberto 30’ Nowotny |

| Arbitro: | Merk |

|                                                       |           |            |
| Neuville 10’ Kirsten 56’ Rink 72’ Beinlich 81’ (rig.) | Marcatori | 40’ Kracht |

| Arbitro: | Fandel |

|                                    |           |  |
| Ballack 20’ (aut.) Oberleitner 72’ | Marcatori |  |

### Coppa di Germania
| Arbitro: | Steinborn |

|                                         |           |                        |
| Schwinkendorf 26’ Licht 83’ Klausz 105’ | Marcatori | 10’ Ponte 78’ Beinlich |

### Coppa di Lega
| Arbitro: | Fleischer |

|                                       |           |                |
| Brdarić 30’ Schneider 37’ Kirsten 78’ | Marcatori | 16’ Pettersson |

| Arbitro: | Koop |

|                     |           |            |
| Seidel 28’ Bode 77’ | Marcatori | 6’ Kirsten |

### Champions League

#### Prima fase a gironi
| Arbitro: | Poll |

|              |           |                |
| Neuville 14’ | Marcatori | 18’ Mihajlović |

| Arbitro: | Wegereef |

|  |           |                          |
|  | Marcatori | 83’ Živković 90’ Kirsten |

| Arbitro: | Colombo |

|             |           |           |
| Kirsten 52’ | Marcatori | 71’ Husin |

| Arbitro: | Nilsson |

|                                                   |           |                          |
| Kosovs'kyj 4’ Shatskix 36’ Holovko 61’ Vaščuk 89’ | Marcatori | 12’ Kirsten 49’ Neuville |

| Arbitro: | Dallas |

|           |           |             |
| Nedvěd 1’ | Marcatori | 44’ Kirsten |

| Leverkusen 2 novembre 1999, ore CET 6ª giornata | Bayer Leverkusen | 0 – 0 referto | Maribor | BayArena (22 500 spett.)\| Arbitro: \| Elleray \| |
| Arbitro:                                        | Elleray          |               |         |                                                   |

### Coppa UEFA
| Arbitro: | Hamer |

|  |           |             |
|  | Marcatori | 76’ Ballack |

| Arbitro: | Batista |

|             |           |                   |
| Ballack 22’ | Marcatori | 9’, 18’ Margiotta |

## Statistiche

### Statistiche di squadra
| Competizione      | Punti | In casa | In casa | In casa | In casa | In casa | In casa | In trasferta | In trasferta | In trasferta | In trasferta | In trasferta | In trasferta | Totale | Totale | Totale | Totale | Totale | Totale | DR  |
| Competizione      | Punti | G       | V       | N       | P       | Gf      | Gs      | G            | V            | N            | P            | Gf           | Gs           | G      | V      | N      | P      | Gf     | Gs     | DR  |
| ----------------- | ----- | ------- | ------- | ------- | ------- | ------- | ------- | ------------ | ------------ | ------------ | ------------ | ------------ | ------------ | ------ | ------ | ------ | ------ | ------ | ------ | --- |
| Bundesliga        | 73    | 17      | 13      | 4       | 0       | 44      | 17      | 17           | 8            | 6            | 3            | 30           | 19           | 34     | 21     | 10     | 3      | 74     | 36     | +38 |
| Coppa di Germania | -     | 0       | 0       | 0       | 0       | 0       | 0       | 1            | 0            | 0            | 1            | 2            | 3            | 1      | 0      | 0      | 1      | 2      | 3      | -1  |
| Coppa di Lega     | -     | 1       | 1       | 0       | 0       | 3       | 1       | 1            | 0            | 0            | 1            | 1            | 2            | 2      | 1      | 0      | 1      | 4      | 3      | +1  |
| Champions League  | -     | 3       | 0       | 3       | 0       | 2       | 2       | 3            | 1            | 1            | 1            | 5            | 5            | 6      | 1      | 4      | 1      | 7      | 7      | 0   |
| Coppa UEFA        | -     | 1       | 0       | 0       | 1       | 1       | 2       | 1            | 1            | 0            | 0            | 1            | 0            | 2      | 1      | 0      | 1      | 2      | 2      | 0   |
| Totale            | 73    | 22      | 14      | 7       | 1       | 50      | 22      | 23           | 10           | 7            | 6            | 39           | 29           | 45     | 24     | 14     | 7      | 89     | 51     | +38 |

### Andamento in campionato
| Giornata  | 1 | 2 | 3 | 4 | 5 | 6 | 7 | 8 | 9 | 10 | 11 | 12 | 13 | 14 | 15 | 16 | 17 | 18 | 19 | 20 | 21 | 22 | 23 | 24 | 25 | 26 | 27 | 28 | 29 | 30 | 31 | 32 | 33 | 34 |
| --------- | - | - | - | - | - | - | - | - | - | -- | -- | -- | -- | -- | -- | -- | -- | -- | -- | -- | -- | -- | -- | -- | -- | -- | -- | -- | -- | -- | -- | -- | -- | -- |
| Luogo     | T | C | T | C | T | C | T | C | T | C  | T  | C  | T  | C  | C  | T  | C  | C  | T  | C  | T  | C  | T  | C  | T  | C  | T  | C  | T  | C  | T  | T  | C  | T  |
| Risultato | N | V | V | V | N | V | P | V | N | N  | N  | N  | V  | V  | N  | V  | V  | V  | P  | V  | N  | V  | V  | V  | V  | N  | V  | V  | N  | V  | V  | V  | V  | P  |
| Posizione | 9 | 3 | 2 | 2 | 1 | 1 | 3 | 3 | 3 | 4  | 4  | 3  | 2  | 2  | 2  | 2  | 2  | 2  | 2  | 2  | 2  | 2  | 2  | 2  | 2  | 2  | 1  | 1  | 2  | 1  | 1  | 1  | 1  | 2  |

Legenda:

Luogo: C = Casa; T = Trasferta. Risultato: V = Vittoria; N = Pareggio; P = Sconfitta.

### Statistiche dei giocatori
| Giocatore        | Bundesliga | Bundesliga | Bundesliga  | Bundesliga | Coppa di Germania | Coppa di Germania | Coppa di Germania | Coppa di Germania | Coppa di Lega | Coppa di Lega | Coppa di Lega | Coppa di Lega | Champions League Coppa UEFA | Champions League Coppa UEFA | Champions League Coppa UEFA | Champions League Coppa UEFA | Totale   | Totale | Totale      | Totale     |
| Giocatore        | Presenze   | Reti       | Ammonizioni | Espulsioni | Presenze          | Reti              | Ammonizioni       | Espulsioni        | Presenze      | Reti          | Ammonizioni   | Espulsioni    | Presenze                    | Reti                        | Ammonizioni                 | Espulsioni                  | Presenze | Reti   | Ammonizioni | Espulsioni |
| ---------------- | ---------- | ---------- | ----------- | ---------- | ----------------- | ----------------- | ----------------- | ----------------- | ------------- | ------------- | ------------- | ------------- | --------------------------- | --------------------------- | --------------------------- | --------------------------- | -------- | ------ | ----------- | ---------- |
| M. Babić         | 0          | 0          | 0           | 0          | 0                 | 0                 | 0                 | 0                 | 0             | 0             | 0             | 0             | 0                           | 0                           | 0                           | 0                           | 0        | 0      | 0           | 0          |
| M. Ballack       | 23         | 3          | 7           | 0          | 0                 | 0                 | 0                 | 0                 | 0             | 0             | 0             | 0             | 2                           | 2                           | 0                           | 0                           | 25       | 5      | 7           | 0          |
| S. Beinlich      | 29         | 11         | 5           | 0          | 1                 | 1                 | 0                 | 0                 | 1             | 0             | 0             | 0             | 8                           | 0                           | 1                           | 0                           | 39       | 12     | 6           | 0          |
| T. Brdarić       | 24         | 6          | 3           | 0          | 1                 | 0                 | 0                 | 0                 | 2             | 1             | 0             | 0             | 3                           | 0                           | 0                           | 0                           | 30       | 7      | 3           | 0          |
| M. Daun          | 0          | 0          | 0           | 0          | 0                 | 0                 | 0                 | 0                 | 0             | 0             | 0             | 0             | 0                           | 0                           | 0                           | 0                           | 0        | 0      | 0           | 0          |
| L. Donovan       | 0          | 0          | 0           | 0          | 0                 | 0                 | 0                 | 0                 | 0             | 0             | 0             | 0             | 0                           | 0                           | 0                           | 0                           | 0        | 0      | 0           | 0          |
| E. Emerson       | 29         | 5          | 7           | 0          | 0                 | 0                 | 0                 | 0                 | 0             | 0             | 0             | 0             | 8                           | 0                           | 1                           | 0                           | 37       | 5      | 8           | 0          |
| V. Greško        | 9          | 0          | 2           | 0          | 0                 | 0                 | 0                 | 0                 | 2             | 0             | 0             | 0             | 5                           | 0                           | 1                           | 0                           | 16       | 0      | 3           | 0          |
| M. Happe         | 7          | 0          | 1           | 0          | 1                 | 0                 | 0                 | 0                 | 0             | 0             | 0             | 0             | 1                           | 0                           | 0                           | 0                           | 9        | 0      | 1           | 0          |
| D. Heinen        | 2          | 0          | 0           | 0          | 1                 | 0                 | 0                 | 0                 | 0             | 0             | 0             | 0             | 0                           | 0                           | 0                           | 0                           | 3        | 0      | 0           | 0          |
| F. Hejduk        | 6          | 0          | 0           | 0          | 1                 | 0                 | 0                 | 0                 | 0             | 0             | 0             | 0             | 5                           | 0                           | 0                           | 0                           | 12       | 0      | 0           | 0          |
| T. Hoffmann      | 13         | 0          | 1           | 0          | 1                 | 0                 | 0                 | 0                 | 1             | 0             | 0             | 0             | 3                           | 0                           | 0                           | 0                           | 18       | 0      | 1           | 0          |
| F. Juric         | 4          | 0          | 0           | 0          | 0                 | 0                 | 0                 | 0                 | 0             | 0             | 0             | 0             | 0                           | 0                           | 0                           | 0                           | 4        | 0      | 0           | 0          |
| U. Kirsten       | 27         | 17         | 8           | 0          | 0                 | 0                 | 0                 | 0                 | 2             | 2             | 0             | 0             | 6                           | 4                           | 4                           | 0                           | 35       | 23     | 12          | 0          |
| R. Kovač         | 27         | 1          | 13          | 0          | 0                 | 0                 | 0                 | 0                 | 2             | 0             | 0             | 0             | 5                           | 0                           | 0                           | 0                           | 34       | 1      | 13          | 0          |
| Z. Mamić         | 7          | 0          | 0           | 1          | 1                 | 0                 | 0                 | 0                 | 1             | 0             | 0             | 0             | 1                           | 0                           | 0                           | 0                           | 10       | 0      | 0           | 1          |
| A. Matysek       | 29         | 0          | 2           | 1          | 0                 | 0                 | 0                 | 0                 | 2             | 0             | 0             | 0             | 8                           | 0                           | 0                           | 0                           | 39       | 0      | 2           | 1          |
| O. Neuville      | 33         | 4          | 0           | 0          | 1                 | 0                 | 0                 | 0                 | 2             | 0             | 0             | 0             | 7                           | 2                           | 0                           | 0                           | 43       | 6      | 0           | 0          |
| J. Nowotny       | 33         | 1          | 3           | 1          | 0                 | 0                 | 0                 | 0                 | 1             | 0             | 0             | 0             | 8                           | 0                           | 2                           | 0                           | 42       | 1      | 5           | 1          |
| R. Ponte         | 24         | 2          | 5           | 0          | 1                 | 1                 | 0                 | 0                 | 1             | 0             | 0             | 0             | 5                           | 0                           | 0                           | 0                           | 31       | 3      | 5           | 0          |
| C. Ramelow       | 26         | 0          | 5           | 0          | 1                 | 0                 | 0                 | 0                 | 2             | 0             | 0             | 0             | 8                           | 0                           | 0                           | 0                           | 37       | 0      | 5           | 0          |
| J. Reeb          | 13         | 0          | 1           | 0          | 1                 | 0                 | 0                 | 0                 | 2             | 0             | 0             | 0             | 4                           | 0                           | 1                           | 0                           | 20       | 0      | 2           | 0          |
| T. Reichenberger | 4          | 1          | 0           | 0          | 1                 | 0                 | 0                 | 0                 | 1             | 0             | 0             | 0             | 3                           | 0                           | 0                           | 0                           | 9        | 1      | 0           | 0          |
| P. Rink          | 16         | 10         | 4           | 0          | 0                 | 0                 | 0                 | 0                 | 0             | 0             | 0             | 0             | 0                           | 0                           | 0                           | 0                           | 16       | 10     | 4           | 0          |
| Z. Roberto       | 27         | 7          | 5           | 0          | 0                 | 0                 | 0                 | 0                 | 0             | 0             | 0             | 0             | 3                           | 0                           | 0                           | 0                           | 30       | 7      | 5           | 0          |
| B. Schneider     | 32         | 3          | 1           | 0          | 0                 | 0                 | 0                 | 0                 | 2             | 1             | 1             | 0             | 8                           | 0                           | 2                           | 0                           | 42       | 4      | 4           | 0          |
| M. Spizak        | 0          | 0          | 0           | 0          | 1                 | 0                 | 0                 | 0                 | 0             | 0             | 0             | 0             | 0                           | 0                           | 0                           | 0                           | 1        | 0      | 0           | 0          |
| R. Vollborn      | 0          | 0          | 0           | 0          | 0                 | 0                 | 0                 | 0                 | 0             | 0             | 0             | 0             | 0                           | 0                           | 0                           | 0                           | 0        | 0      | 0           | 0          |
| J. Vranješ       | 2          | 0          | 0           | 0          | 0                 | 0                 | 0                 | 0                 | 0             | 0             | 0             | 0             | 0                           | 0                           | 0                           | 0                           | 2        | 0      | 0           | 0          |
| D. Yazdani       | 0          | 0          | 0           | 0          | 0                 | 0                 | 0                 | 0                 | 1             | 0             | 0             | 0             | 0                           | 0                           | 0                           | 0                           | 1        | 0      | 0           | 0          |
| B. Živković      | 23         | 3          | 5           | 1          | 1                 | 0                 | 1                 | 0                 | 0             | 0             | 0             | 0             | 6                           | 1                           | 1                           | 0                           | 30       | 4      | 7           | 1          |